# ساغری‌سازان
ساغری‌سازان قدیمی‌ترین و اولین محله شهر رشت است. این محله از گذر بادی‌الله در خیابان مطهری شروع شده و به میدان پل عراق ختم می‌شود.

## وجه تسمیه
این محله از ترکیب ۲ کلمه ساغری به معنای کفش و سازان تشکیل شده‌است چون این محله در دورانی راسته کفاشان بوده‌است. ساغری در لغت به معنای نوعی چرم دباغی شده‌است که در آن زمان طلاب و روحانیان از این نوع کفش استفاده میکردند.

## تاریخچه
علت این که این محله را اولین محله شهر رشت می نامند این است که افراد سرشناس و بانفوذ زیادی در این محل زندگی میکردند و دارای حمام‌های بسیار و بازار بوده‌است.

## اماکن شاخص
چندین گذر معروف در این محله قرار دارد که از آن جمله می‌توان سنگ پل و دانشسرا را نام برد.
از مساجد معروف این محله مسجد حاج سمیع كه قدیمی‌ترین مسجد از نظر کارشناسان آثار باستانی متشکل از ده فیل پا با سقفی سنتی و سفال چین شده، مسجد گلدسته که در قدیم گلدسته ای داشت که از آنجا می شد تمام رشت را دید و مسجد معروف دیگر مسجد آقا سید عباس می‌باشد  که مدفن ۲ تن از نوادگان امامان در آنجا قرار دارد.

## افراد مشهور
- آذر اندامی[۲]

## در فرهنگ
در فیلم «در دنیای تو ساعت چند است؟» (صفی یزدانیان ١٣٩٣) به محله ساغری سازان رشت اشاره شده و بخشی از فیلم در کوچه‌ها و خیابان‌های این محله فیلمبرداری شده‌است.